# Esparragosa de Lares
Esparragosa de Lares es un municipio y localidad española de la provincia de Badajoz, en la comunidad autónoma de Extremadura. El término municipal tiene una población de 854 habitantes (INE 2024).

## Geografía
Esparragosa de Lares se asienta en el confín occidental de la zona conocida como La Siberia, apelativo que hace referencia no a la crudeza del clima, sino a la lejanía de la capital de la provincia.
| Noroeste: Orellana de la Sierra | Norte: Navalvillar de Pela y Puebla de Alcocer            | Noreste: Puebla de Alcocer                 |
| Oeste: Campanario               |                                                           | Este: Sancti-Spíritus                      |
| Suroeste: Castuera y Campanario | Sur: Cabeza del Buey, Monterrubio de la Serena y Castuera | Sureste: Sancti-Spíritus y Cabeza del Buey |

Por delante de la localidad se abren las llanadas del valle del Zújar. Parte de estos espacios; antes dehesas de encinares y alcornoques, pastos y zonas yermas, están cubiertos por las aguas de la presa del Zújar y el embalse de la Serena. El municipio pertenece al partido judicial de Herrera del Duque.
El clima que se goza en Esparragosa es de tipo mediterráneo, templado y muy saludable. La temperatura media anual es de 15,9 °C. Los inviernos suelen ser suaves, con temperaturas medias de 8 °C, el verano es seco y muy caluroso con una media estacional de 25 °C, y una máxima absoluta de 41,2 °C. El invierno es la estación más lluviosa y la más seca el verano.
La localidad tiene accesos por las carreteras EX-103 y EX-322.

## Historia
Esparragosa de Lares desde antiguo estuvo poblada, según se desprende de los yacimientos arqueológicos de la villa romana de La Sevillana y Doña María I y II. Perteneció a la Beturia y en tiempos de Roma estuvo bajo la jurisdicción de Lacimurga Constantia Iulia.
En el camino de Esparragosa a Campanario, del antiguo itinerario romano, que pasaba por el vado del Espino (cercano al lugar donde en la actualidad está la presa del embalse del Zújar), coincidían los que venían del castro de Herrera, Sisapo, la Encumbrera de Lares y Miróbriga.

En el trazado de sus itinerarios eran frecuentes las mansiones, que servían, como luego lo hiciesen las posadas, para descanso del caminante y refresco de las postas, que en un continuo ir y venir, unían las guarniciones destacadas en los confines del Imperio. En este camino se encontró la célebre mansión Leuciana, cuyo emplazamiento se ha supuesto en Talarrubias, por unos, y en Puebla de Alcocer, por otros, y que  las últimas prospecciones arqueológicas realizadas parecen situarla en la finca La Sevillana, a la vera del río Zújar.
En un antiguo itinerario romano, desde el principio frecuentado por correos y galeras llenas de impedimenta, discurre al sur de la sierra en que “moraban los dioses” de la Casa, de ahí su nombre de sierra de los Lares (los lares eran dioses romanos protectores de la familia y del hogar), un manantial de agua fina y fresca que fue protegido por los romanos con una construcción abovedada de ladrillo y argamasa y constituyó durante muchos siglos la única fuente de agua potable con la que contó la villa. Actualmente es conocido como la Fuente Vieja o la Fuentecilla.
A la caída del Imperio Romano, son los Visigodos los que se asientan en la zona y empiezan a construir caseríos a los lados del camino.
Tomada por los Árabes hacia el 711, se asentaron en ella belicosos berberiscos que edificaron un reducto fortificado, con su castillo (Castillo de Lares) y que fue origen de núcleos urbanos que surgieron a la sombra de sus defensas (actual Galizuela).
En el año 750, los árabes, crearon un núcleo urbano ubicado en mejor sitio y dotado de más favorables comunicaciones, ubicándolo cercano a la antigua fuente romana y a la vera del camino del itinerario romano.
Ya en el año 1226, Fernando III El Santo, y principalmente su hijo Alfonso X, dan una inusitada importancia a la Mesta y en ella a la Cabaña Real de Carreteros. Por allí pasaban los rebaños de ovejas merinas, en su interminable trashumar desde las sierras nevadas de sus regiones a nuestros cálidos rastrojos.
Fernando III, con numerosa tropa, sólo y exclusivamente con la finalidad de apoderarse de Capillae (Capilla), organiza una campaña. Logra apoderarse de sus castillos. En la misma campaña caen en su poder Garlitos y el castillo de Almorchón.
En septiembre de 1236, el nuevo territorio es cedido por el monarca a los Caballeros del Temple. Nada más tomar posesión de la villa y su castillo, don Esteban de Belmonte, gran Maestre de la Orden, inicia la campaña contra los núcleos moros de la zona, se apodera del castillo moro de Lares, en la actual Galizuela, que manda demoler, y pasan a sus manos Peña de Alcocer (hoy Puebla de Alcocer), cuyo castillo fue corazón de sus posesiones y reducto defensivo del Temple, las actuales Esparragosa de Lares, Galizuela, Tamurejo, Capilla y Almorchón, y poco después Siruela y Herrera del Duque; con lo que toda la provincia de Badajoz queda integrada en el Reino de León.
A la desaparición de la Orden del Temple (1309), sus posesiones son repartidas, correspondiendo Galizuela a la Orden de Alcántara, que instala en ella la Encomienda de Casas Viejas (Palacio de la Encomienda) integrada en el Partido de la Serena y dependiente del Priorato de Magacela.
A la sombra del antiguo castillo de Puebla de Alcocer (sobre el cual se edificó posteriormente el que hoy todos conocemos), y al lado de una fuente (La fuente Vieja) en el  camino integrado en la Cabaña Real de Carreteros, surgió una venta. Esta venta, cuya especialidad culinaria eran las esparragadas y tortillas de espárragos, que en la cercana sierra de Cases crecen en abundancia, fue denominada “Venta Esparraguera”.
La popularidad de la venta y la situación logística del lugar, facilitó el asentamiento de jornaleros, pastores y operarios que trabajaban para la Orden de Alcántara y sus Comendadores. Poco a poco se fueron asentando pequeños hidalgos y retirados de la milicia que hace que el primitivo pequeño núcleo urbano vaya creciendo hasta tal punto que la Orden le dota de Ordenanzas Municipales y adquiere la categoría de villa, que es conocida como Esparragosa la Vieja. Con el tiempo, Esparragosa se anexiona como barrio a Galizuela de Lares, pasando a denominarse Esparragosa de Lares.
Bajo el poder de la Orden de Alcántara, Esparragosa alcanza su máximo esplendor, convirtiéndose, con el traslado de la encomienda (actual Ayuntamiento) en  núcleo más importante que la actual Galizuela. Fue una de las 18 villas componentes de la Real Dehesa de la Serena, superando, en 1557, en cincuenta vecinos a Castuera. Se construye la iglesia parroquial, sobre el antiguo cementerio cercano a la venta, y se dota a la villa de un hospital para caminantes. La importancia de Esparragosa se entiende si consideramos el hecho de que Villanueva de la Serena (antiguamente Villa Nova) se denominaba Villanueva de Lares.
A la caída del Antiguo Régimen la localidad se constituye en municipio constitucional en la región de Extremadura. Desde 1834 quedó integrado en el partido judicial de Puebla de Alcocer. En el censo de 1842 contaba con 660 hogares y 2450 vecinos.
Entre los años 1960 y los años 1980 se llamó Esparragosa del Caudillo.

## Demografía
Esparragosa de Lares cuenta con una población de 854 habitantes (INE 2024).
| Gráfica de evolución demográfica de Esparragosa de Lares entre 1842 y 2021 |
| |
| Población de derecho según los censos de población del INE. Población de hecho según los censos de población del INE.En estos censos se denominaba Esparragosa del Caudillo: 1960, 1970 y 1981. |

## Lugares de interés
- Ayuntamiento
- Plaza de España
- Iglesia parroquial de Santa Catalina de Alejandría
- Iglesia del Hospital
- Barrio "El Barruelo"
- Ermita del Cristo del Consuelo
- Ermita de la Virgen de la Cueva
- Casa del Santero
- La campanita
- El punto de mira
- Cueva de Juancántara
- Los Pilaritos
- Ermita de San Isidro
- Iglesia de San Sebastián en Galizuela
- Palacio de la Encomienda en Galizuela
- Ruinas Sierra de Lares (Antiguo castillo de Lares)
- Cerro Masatrigo

## Cultura

### Fiestas
- Fiestas patronales Virgen de la Cueva. Son celebradas entre el 14 y el 19 de agosto en honor a la santísima Virgen de la Cueva. Estas fiestas se celebran, principalmente, con capeas de toros en la plaza del pueblo, en la que toda la gente del pueblo se reúne por peñas en las barreras de palos y tablas desde donde se ven los toros. También se saca en procesión a la Virgen de la Cueva.
- Romería de Lares. Se celebra el 25 de marzo en el poblado de Galizuela, el cual pertenece al Ayuntamiento de Esparragosa de Lares, en honor a la Virgen de Lares. En esta fiesta, la gente del pueblo se reúne en Galizuela y pasa el día en el campo, acompañados de sus familiares o amigos, en lo que se conoce tradicionalmente como "chumbanos", bajo el lema de "ya pronto es Lares".
- Santa Catalina. Se celebra el 25 de noviembre y es típico encender las llamadas hachas y que los niños del pueblo las salten. Esto es, prender fuego a muchos palos juntos y ponerlas en el suelo de pie para que todo el que quiera saltarlas. A continuación, se cita un antiguo refrán sobre esta festividad, de autor desconocido:

"Santa Catalinita, cabellos de oro
¿Por qué matastate a tu padre?
Porque era moro".
- Jueves Lardero. Más conocido tradicionalmente como  "El día del Gallo".
- Día del Emigrante. Donde se degustan dulces típicos de la localidad,como candelillas, rosquillas de viento, y flores, amenizado con desayunos como café, chocolate, gloria y anís del mono.
- San Isidro.
- Feria de Mayo o Feria de Asociaciones. Esta festividad tuvo su origen en el reciente año 2010, donde se celebra en conjunto con todas las asociaciones de la localidad. Se realizan diversas actividades lúdicas, como festejos taurinos.
- Orgullo de Pueblo

### Gastronomía
Entre los platos típicos del lugar se encontrarían las migas extremeñas, el ajoblanco, sopa de ajos, el gazpacho, potaje con romazas, espárragos y criadillas con arroz, la caldereta de cordero, los repápalos, las flores de miel, la candelilla, las jeringas, la Gloria y los cubiletes.[cita requerida]

### Folklore
- Jota de Esparragosa: Esta pieza es una de las representaciones folklóricas más reconocidas de Extremadura, pues ha sido representada por diferentes grupos en todo el panorama nacional. A continuación, se presenta un extracto de la letra de ducha obra:

Me han dicho que no me quieres
Olé, Soledad, eso tengo a mi favor
Que el oro aunque lo desprecie
Olé, Soledad, nunca pierde su valor.
Palomita blanca de mayo
Dime la verdad, Soledad,
Yo te la diré, vida mía
Yo te la diré, ven acá!
Ven acá, Ven acá
Ven acá, Ven acá
Palomita de Mayo
Dime la verdad, Soledad.
Dicen que los Juanes son
Parecidos al demonio
Señores, tengo yo un Juan
Que parece un San Antonio.
Que no te peines a lo torero
Que no te peines que no te quiero
Que no te peines a lo chulapo
Que no te peines que no eres guapo.
Que no eres guapo y estas «chalao»
Y quiero a otro que es más salao.
A la mar fui por naranjas
Cosa que la mar no tiene
Metí la mano en el agua (BIS)
La esperanza me mantiene.
En ti, en ti morena está
Todo mi querer y tú no me quieres ná
Y tú no me quieres ná
Te lo vengo a decir
Que me han hecho sargento de la Guardia Civil.
De Esparragosa de Lares
Olé, Soledad, es la virgen de la Cueva
A la que toda la gente
Olé, Soledad, la reza para que llueva.
Palomita blanca de mayo
Dime la verdad, Soledad,
Yo te la diré, vida mía
Yo te la diré, ven acá!

Ven acá, Ven acá
Ven acá, Ven acá
Palomita de Mayo
Dime la verdad, Soledad.
- Canción al pueblo de Esparragosa de Lares, por Orquesta las Vegas": Este grupo compuso una pieza musical muy querida por los habitantes de la localidad, que comúnmente se escucha en las diferentes festividades del pueblo. Esta canción hace referencia tanto al entorno musical como a otros elementos de la localidad, que desarrollan un sentimiento de pertenencia en todos los habitantes que la escuchan.